# Ortoformato de trimetilo
El ortoformato de trimetilo (TMOF, por sus siglas en inglés) es un compuesto orgánico de fórmula HC(OCH3)3. Es un líquido incoloro y el ortoéster más sencillo. Es un reactivo utilizado en síntesis orgánica para la formación de éteres metílicos. El producto de la reacción de un aldehído con ortoformato de trimetilo es un acetal. En general, estos acetales pueden desprotegerse de nuevo al aldehído utilizando ácido clorhídrico.

## Síntesis
El ortoformato de trimetilo se prepara a escala industrial mediante la metanólisis de cianuro de hidrógeno:
HCN +  3 HOCH3  →  HC(OCH3)3  +  NH3
El ortoformato de trimetilo también puede prepararse a partir de la reacción entre cloroformo y metóxido de sodio, un ejemplo de la síntesis del éter de Williamson.

## Utilización
El ortoformato de trimetilo es un bloque de construcción útil para crear grupos metoximetileno y sistemas de anillos heterocíclicos. Introduce un grupo formilo en un sustrato nucleófilo, por ejemplo RNH2, para formar R-NH-CHO, que puede someterse a reacciones posteriores. Se utiliza en la producción de los fungicidas azoxistrobin y picoxistrobina, así como para algunos fármacos antibacterianos de la familia de la floxacina.
También se fabrican varios productos farmacéuticos intermedios a partir del ortoformato de trimetilo.
El ortoformato de trimetilo también es un reactivo eficaz para convertir ácidos carboxílicos compatibles en sus correspondientes ésteres metílicos. Alternativamente, las esterificaciones catalizadas por ácido con metanol pueden completarse empleando ortoformato de trimetilo para convertir el subproducto acuoso en metanol y formiato de metilo.